# Municipio de Inkster
El municipio de Inkster (en inglés: Inkster Township) es un municipio ubicado en el condado de Grand Forks en el estado estadounidense de Dakota del Norte. En el año 2010 tenía una población de 139 habitantes y una densidad poblacional de 1,51 personas por km².

## Geografía
El municipio de Inkster se encuentra ubicado en las coordenadas 48°8′39″N 97°43′12″O / 48.14417, -97.72000. Según la Oficina del Censo de los Estados Unidos, el municipio tiene una superficie total de 92.15 km², de la cual 91,7 km² corresponden a tierra firme y (0,49 %) 0,45 km² es agua.

## Demografía
Según el censo de 2010, había 139 personas residiendo en el municipio de Inkster. La densidad de población era de 1,51 hab./km². De los 139 habitantes, el municipio de Inkster estaba compuesto por el 100 % blancos. Del total de la población el 0 % eran hispanos o latinos de cualquier raza.